# بشير السنوار
بشير السنوار (27 يناير 1942- 9 أبريل 2017)، ولد في بلدة المجدل المُهجَّرة في قضاء غزة. درس المرحلة الأساسية في مدارس وكالة الغوث، والمرحلة الثانوية في مدارس قطاع غزة، وحصل على الثانوية العامة عام 1961. نال درجة البكالوريوس في التصوير الزيتي من كلية الفنون الجميلة في جامعة القاهرة عام 1965. له إرث فني كبير وقد كرَّس أعماله الفنية لخدمة القضية الفلسطينية والتعريف بمعاناة الشعب الفلسطيني، وعانى في حياته من النكبة والتهجير، وقد صادرت قوات الاحتلال الإسرائيلي مشروع تخرّجه عن الرحيل في قضيّة اللاجئين، وهو عبارة عن سبعين لوحة زيتيّة ومئات الإسكتشات عند إحتلالها لقطاع غزّة عام 1967، وقد أقامت القوّات الإسرائيليّة بهذه اللوحات معرضًا دائمًا لمدّة ثماني سنوات (1967–1975) في مدرسة حيفا الثانوية للبنات في خانيونس الذي تمركز فيها الجيش طيلة أيام الاحتلال.

## حياته العملية
عمل مدرساً للتربية الفنية في مدرسة حيفا الثانوية للبنات في خانيونس، ومدرسة العريش الثانوية للبنات، ومدرسة خانيونس الثانوية للبنين بين عامي (1965-1977)، ورسام أول في إدارة الوسائل التعليمية في الإمارات العربية المتحدة بين الأعوام (1977-1994)، وعمل في مركز تطوير المناهج في وزارة التربية والتعليم في الإمارات خلال الفترة (1994-2002)، وعمل في مرسم الهلال الأحمر الفلسطيني في قطاع غزة. وكان محاضرًا لمساقات الرسم والتصوير في جامعة الأقصى في غزة بين الاعوام (2001-2006).

## إسهاماته
له اسهامات كبيرة في عدد من الجمعيات والاتحادات الفنية فهو عضو مؤسس في جمعية الإمارات للفنون التشكيلية، وعضو في الإتحاد العام للتشكيليين الفلسطينيين والعرب، ورئيس فرع الإتحاد العام للتشكيليين الفلسطينيين بدولة الإمارات.

## معارضه
شارك بشير السنوار في عدد من المعارض في معظم عواصم العالم، ومن أبرز مشاركاته:
- معرض فلسطين في القاهرة عام 1962.
- معرض وزارة الثقافة والإرشاد المصرية في الإتحاد السوفيتي والصين عام 1963.
- معرض مشترك مع الفنان الفلسطيني كامل المغني في مكتبة بلدية نابلس عام 1974.
- المعارض التي أعدها الاتحاد العام للتشكيليين الفلسطينيين في عدة مدن في فلسطين وحول العالم بين عامي 1975 و1990.
- معرضان في خانيونس عامي (1966-1967).
- معرضان في غزة عامي (1972-1973).
- معرض لصالح الانتفاضة الفلسطينية الأولى في الشارقة بين عامي (1988-1989).
- معرض "قربان" في مدينة غزة عام 2010.

## المقتنيات
لديه عدد من الأعمال ضمن مقتنيات خاصة وعامة في عدد من دول العالم، منها:
- مكتبة بلدية نابلس (صودرت اللوحة عام 1984 من قبل السلطات الإسرائيلية).
- لجنة المقتنيات الأردنية.
- السفارة الليبية في لندن.
- مدير مكتب الجامعة العربية بواشنطن.
- وزير الثقافة والإرشاد المصرية.
- الدائرة الثقافية بالشارقة.
- حاكم الشارقة.
- متحف الشارقة للفنون التشكيلية.
- متحف الفن العربي المعاصر بالشارقة.

## وفاته
توفي في مدينة غزة عن عمر يناهز 75 عام، وقد نعته وزارة الثقافة الفلسطينية وقالت: إن رحيل الفنان التشكيلي الفلسطيني القدير بشير السنوار والذي إشتهر برسوماته اللصيقة بالأرض وحراسها خسارة للمشهد الثقافي الفلسطيني عامة، والمشهد البصري التشكيلي على وجه الخصوص.